# Apollo Beach
Apollo Beach es un lugar designado por el censo ubicado en el condado de Hillsborough en el estado estadounidense de Florida. En el Censo de 2010 tenía una población de 14055 habitantes y una densidad poblacional de 243,51 personas por km².

## Geografía
Apollo Beach se encuentra ubicado en las coordenadas 27°45′47″N 82°24′12″O / 27.76306, -82.40333. Según la Oficina del Censo de los Estados Unidos, Apollo Beach tiene una superficie total de 57.72 km², de la cual 51.38 km² corresponden a tierra firme y (10.98%) 6.34 km² es agua.

## Demografía
Según el censo de 2010, había 14055 personas residiendo en Apollo Beach. La densidad de población era de 243,51 hab./km². De los 14055 habitantes, Apollo Beach estaba compuesto por el 86.38% blancos, el 5.95% eran afroamericanos, el 0.37% eran amerindios, el 2.53% eran asiáticos, el 0.04% eran isleños del Pacífico, el 2.58% eran de otras razas y el 2.16% pertenecían a dos o más razas. Del total de la población el 12.66% eran hispanos o latinos de cualquier raza.